# Ocotea umbrina
Ocotea umbrina är en lagerväxtart som beskrevs av Van der Werff. Ocotea umbrina ingår i släktet Ocotea och familjen lagerväxter. Inga underarter finns listade i Catalogue of Life.